# 9 km (przystanek kolejowy w obwodzie odeskim)
9 km (ukr. 9 км) – przystanek kolejowy w miejscowości Suchyj Łyman, w rejonie odeskim, w obwodzie odeskim, na Ukrainie.